# Fasolada

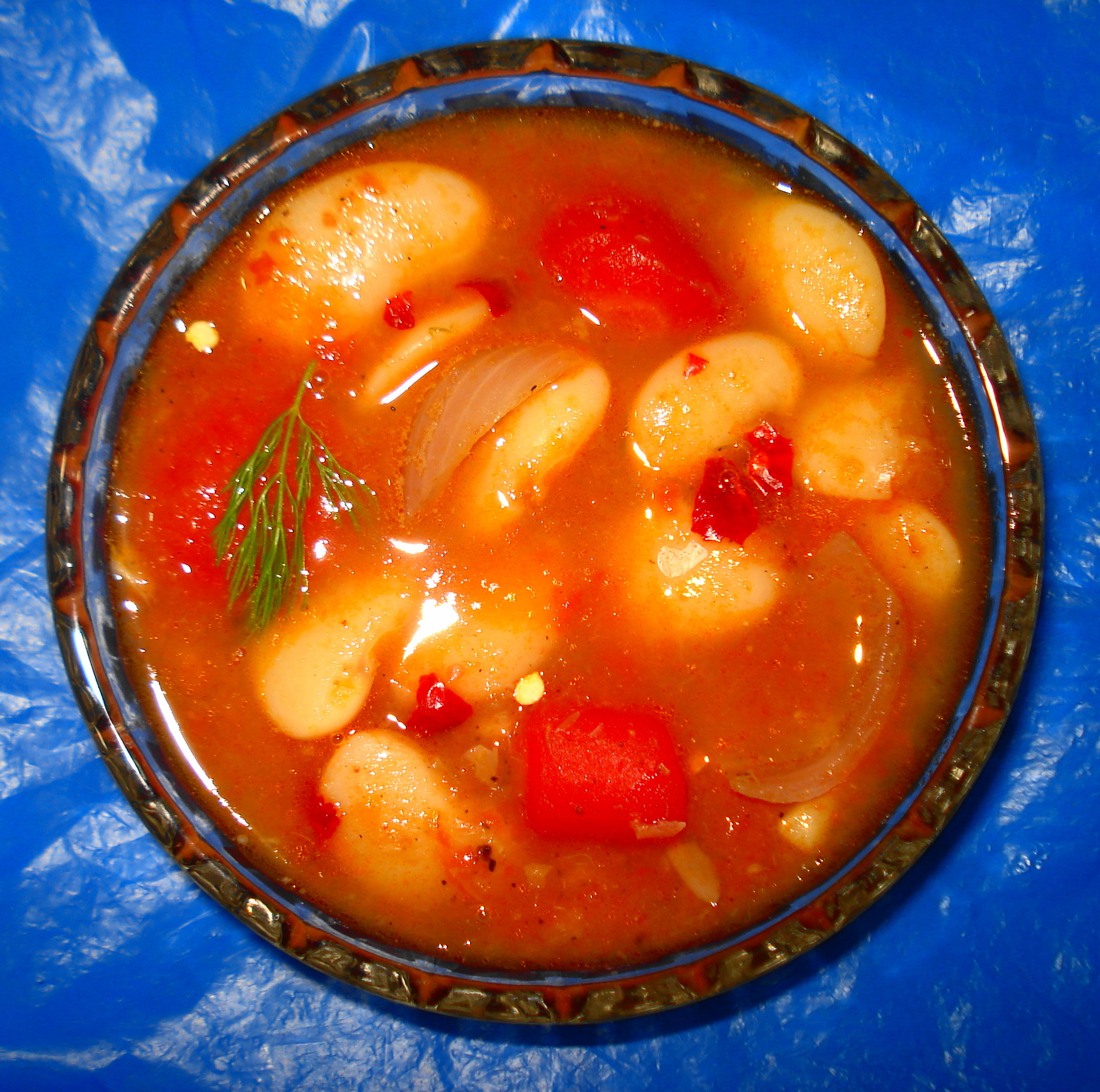
Fasolada

Fasolatha ou fasolada é uma sopa de feijão branco, muitas vezes considerada o prato nacional da Grécia. Coze-se o feijão com cebola, cenoura, aipo, tomate, orégão, tomilho, azeite, sal e pimenta, até o feijão estar macio. Serve-se com salsa cortada.
Outra receita sugere que se salteie primeiro a cebola, a cenoura e o aipo em azeite, formando assim uma base já saborosa para cozer o feijão com as ervas. Acrescenta-se mais azeite na altura de servir.